# Damiano Lestingi
Damiano Lestingi (Civitavecchia, 22 aprile 1989) è un ex nuotatore italiano.

## Biografia
Ha debuttato nel 2004 con la nazionale per giovanissimi alla rassegna "Coppa Comen" di Tirana (Albania) vincendo un oro, un argento e un bronzo.
L'anno seguente al Festival Olimpico della Gioventù Europea (EYOF) vince tre ori, rispettivamente nei 100 dorso, 200 dorso e staffetta 4x100 mista.
Viene convocato nel dicembre 2005 alla manifestazione internazionale "3 Nazioni" e vince quattro ori in quattro gare: 50 dorso, 100 dorso, 200 dorso e staffetta 4x100 mista.
Nel 2006 arriva la convocazione in nazionale giovanile con gli europei juniores di Palma di Maiorca vincendo due ori e un bronzo nelle tre gare a dorso.
Nei successivi mondiali giovanili di Rio de Janeiro dell'agosto 2006 si supera, vincendo quattro titoli iridati e arrivando altre due volte secondo. A fine anno arriva anche il primo titolo italiano assoluto nei 100 dorso.
L'anno dopo, nel 2007, viene convocato ai mondiali di Melbourne, dove è finalista con la staffetta 4×100 mista: arriva sesto nuotando con Loris Facci, Rudy Goldin e Christian Galenda.
Torna agli europei giovanili ad Anversa e vince ancora i 200 dorso, che diventa presto la sua gara preferita, la 4×100 mista e andando sul podio nei 100 dorso e nella 4×200 stile libero. Vince anche cinque campionati italiani tra gare individuali e di staffetta.
Nel 2008 partecipa agli europei di Eindhoven e va in finale (6º) nei 200 dorso dove ottiene il pass per le Olimpiadi cinesi.
Ha partecipato quindi ai Giochi olimpici di Pechino 2008, arrivando alle semifinali nei 200 dorso e 18º nei 100 dorso.
A fine anno (o meglio, all'inizio della stagione 2008-2009) è ancora due volte finalista agli europei in vasca da 25 metri di Fiume.
Dopo aver vinto un bronzo nel 200 dorso ai Giochi del Mediterraneo di Pescara nel giugno 2009 è convocato per i mondiali di Roma del mese successivo dove nuota in batteria nella staffetta 4×200 stile libero e partecipa ai 100 e 200 dorso conquistando la semifinale nella doppia distanza.
Agli europei di Istanbul di fine 2009 va ancora in finale nei 50 e 100 dorso. Ai tre campionati nazionali 2009 ottiene un ottimo successo, vincendo complessivamente dieci titoli tra dorso, misti e staffette.
Nell'estate 2010 conquista la finale all'Europeo di Budapest nella 4x200 stile dove si piazzerà 5º (gara della quale diventerà un protagonista negli anni successivi) e la semifinale nei 200 dorso.
A novembre 2010 torna sul podio agli europei in vasca corta di Eindhoven, vincendo l'argento nei 100 e 200 dorso e arrivando in finale nei 50 dorso.
Un mese dopo, a Dubai, in occasione dei campionati del mondo di vasca corta, migliora i tempi ottenuti nei Paesi Bassi e va in finale nei 200 dorso, venendo però squalificato dopo essere arrivato settimo.
Agli europei di vasca corta di Chartres in Francia del novembre 2012 si riscatta e conquista il bronzo nei 100 dorso conquistando altresì il pass dei mondiali in vasca corta di Istanbul 2012 dove arriverà 16º sia 100 che nei 200 dorso.
Nel 2013 viene convocato per la seconda volta in carriera ai Giochi del Mediterraneo a Mersin dove conquista un oro con la 4x200 stile e un argento nei 200 dorso.
Dopo un mese viene convocato per il mondiale in vasca lunga di Barcellona con la 4x200 dove, insieme a Magnini, Belotti e Di Giorgio, arriveranno 10º.
Nel 2014 all'Europeo di Berlino nuota nelle batterie dei 200 misti sfiorando l'accesso in semifinale e disputa un'ottima frazione nella 4x200 stile piazzandosi in finale al 6º posto.
Nel 2015 ottiene prima il pass per le Universiadi di Gwangju che quello per i Mondiali di vasca lunga di Kazan.
In Corea è nominato capitano della squadra maschile e ottiene un ottimo 5º posto nei 400 stile e un 4º posto nella staffetta 4x200 stile.
Il mese dopo a Kazan nuota un'ottima frazione lanciata della staffetta 4x200 stile in 1'47'91.
Nel 2017 si laurea all'Università degli Studi della Tuscia di Viterbo in Scienze Politiche e delle Relazioni Internazionali.
Nel 2018 vince con il suo club, il Circolo Canottieri Aniene, il 10º scudetto consecutivo al campionato nazionale a squadre/coppa caduti di Brema.
Nel luglio del 2020 ha annunciato il ritiro dalle competizioni.
Da settembre 2020 è entrato a fare parte della Fondazione Milano Cortina 2026, Comitato organizzatore dei giochi Olimpici e Paralimpici invernali del 2026.

## Palmarès
| Giochi olimpici                | ---                     | ---                     | 100 m dorso             | 200 m dorso                      | ---                            | ---                               | ---                          |
| 2008 Pechino Cina              | ---                     | ---                     | 18º in batteria 54"78   | 11º in semifinale 1'58"25        | ---                            | ---                               | ---                          |
| Mondiali                       | ---                     | 50 m dorso              | 100 m dorso             | 200 m dorso                      | ---                            | 4×200 m st. libero                | 4×100 m mista                |
| 2007 Melbourne Australia       | ---                     | ---                     | 20º in batteria 56"07   | 12º in semifinale 2'00"17        | ---                            | ---                               | 6º - 3'37"67 frazione: 55"58 |
| 2009 Roma Italia               | ---                     | ---                     | 29º in batteria 54"77   | 14º in semifinale 1'57"37        | ---                            | 6º - 7'03"48 nuota in batteria    | ---                          |
| 2013 Barcellona Spagna         | ---                     | ---                     | ---                     | ---                              | ---                            | 10º - 7'13'60                     | ---                          |
| 2015 Kazan Russia              | ---                     | ---                     | ---                     | ---                              | ---                            | 13º - 7'13'77                     | ---                          |
| Mondiali in vasca corta        | ---                     | 50 m dorso              | 100 m dorso             | 200 m dorso                      | ---                            | ---                               | ---                          |
| 2010 Dubai Emirati Arabi Uniti | ---                     | 12º in semifinale 23"96 | 9º in semifinale 50"99  | squalif.in finale (7º - 1'52"14) | ---                            | ---                               | ---                          |
| 2012 Istanbul Turchia          | ---                     | 20º - 24"25             | 16º in semifinale 51"63 | 16º - 1'53'84                    | ---                            | ---                               | ---                          |
| Europei                        | 200 m st. libero        | 50 m dorso              | 100 m dorso             | 200 m dorso                      | 4×100 m st. libero             | 4×200 m st. libero                | 200 m misti                  |
| 2008 Eindhoven Paesi Bassi     | ---                     | ---                     | 14º in batteria 55"72   | 6º 1'59"12                       | ---                            | ---                               | ---                          |
| 2010 Budapest Ungheria         | 14º in batteria 1'50"21 | ---                     | 14º in semifinale 55"05 | 12º in semifinale 1'59"91        | ---                            | 5º - 7'14"50 frazione: 1'49"08    | ---                          |
| 2014 Berlino Germania          | ---                     | ---                     | ---                     | ---                              | ---                            | 6º - 7'12'24                      | 17º - 2'01'97                |
| Europei in vasca corta         | ---                     | 50 m dorso              | 100 m dorso             | 200 m dorso                      | 200 m misti                    | ---                               | ---                          |
| 2008 Fiume Croazia             | ---                     | 10º in batteria 24"24   | 5º 51"30                | 4º 1'52"31                       | ---                            | ---                               | ---                          |
| 2009 Istanbul Turchia          | ---                     | 7º 23"62                | 5º 50"65                | ---                              | 17º in batteria 1'56"27        | ---                               | ---                          |
| 2010 Eindhoven Paesi Bassi     | ---                     | 5º 24"10                | Argento 51"46           | Argento 1'51"84                  | ---                            | ---                               | ---                          |
| 2012 Chartres Francia          | ---                     | ---                     | Bronzo 51"35            | ---                              | ---                            | ---                               | ---                          |
| Universiadi                    | 400 m st. libero        | 50 m dorso              | 100 m dorso             | 200 m dorso                      | 200 m misti                    | 4x200 m st. libero                | 4x100 m mista                |
| 2015 Gwangju Corea del Sud     | 5º - 3'51'12            | ---                     | ---                     | ---                              | 13º in semifinale 2'02'12      | 5º - 7'14'38                      | ---                          |
| Giochi del Mediterraneo        | ---                     | 50 m dorso              | 100 m dorso             | 200 m dorso                      | ---                            | 4×200 m st. libero                | 4×100 m mista                |
| 2009 Pescara Italia            | ---                     | ---                     | ---                     | Bronzo 1'59"96                   | ---                            | ---                               | ---                          |
| 2013 Mersin Turchia            | ---                     | ---                     | ---                     | Argento 1'59"72                  | ---                            | Oro 7'19"392 frazione:            | ---                          |
| Mondiali giovanili             | ---                     | 50 m dorso              | 100 m dorso             | 200 m dorso                      | 4×100 m st. libero             | 4×200 m st. libero                | 4×100 m mista                |
| 2006 Rio de Janeiro Brasile    | ---                     | Argento 26"52           | Oro 55"74               | Argento 2'00"84                  | Oro: 3'26"84 frazione: 51"73   | Oro: 7'32"23 frazione: 1'52"53    | Oro: 3'44"22 frazione: 56"46 |
| Europei giovanili              | ---                     | 50 m dorso              | 100 m dorso             | 200 m dorso                      | 4×100 m st. libero             | 4×200 m st. libero                | 4×100 m mista                |
| 2006 Palma di Maiorca Spagna   | ---                     | Bronzo 26"59            | Oro 56"85               | Oro 2'00"32                      | ---                            | ---                               | ---                          |
| 2007 Anversa Belgio            | ---                     | ---                     | Argento 55"64           | Oro 1'59"34                      | 4º - 3'24"28 frazione: 51"28   | Bronzo: 7'24"38 frazione: 1'50"87 | Oro: 3'41"21 frazione: 55"74 |
| Multinazioni Spagna            | ---                     | 50 m dorso              | 100 m dorso             | 200 m dorso                      | 4×100 m mista                  | ---                               | ---                          |
| 2005 Palma di Majorca Spagna   | ---                     | Oro 26"42               | Oro 55"60               | Oro 1'59"06                      | Oro 3'43"07                    | ---                               | ---                          |
| Eyof                           | ---                     | 50 m dorso              | 100 m dorso             | 200 m dorso                      | 4×100 m mista                  | ---                               | ---                          |
| 2005 Lignano sabbiadoro Italia | ---                     | ---                     | Oro 58"17               | Oro 2'03"71                      | Oro 3'50"83                    | ---                               | ---                          |
| Coppa Comen                    | ---                     | 50 m dorso              | 100 m dorso             | 200 m dorso                      | 4×100 m mista                  | ---                               | ---                          |
| 2004 Tirana Albania            | ---                     | ---                     | Bronzo 1'00"06          | Argento 2'09"76                  | Oro: 3'56"95 frazione: 1'00"80 | ---                               | ---                          |

## Primati personali

### Vasca da 25 metri
- 50 metri dorso: 23"57 (2009)
- 100 metri dorso: 50"65 (2009)
- 200 metri dorso: 1'51"59 (2009)
- 100 metri stile libero: 49"27 (2009)
- 200 metri stile libero: 1'45"49 (2015)
- 400 metri stile libero: 3'44"90 (2015)
- 200 metri misti: 1'55"29 (2009)
- 400 metri misti: 4'11"46 (2014)

### Vasca da 50 metri
- 50 metri dorso: 25"60 (2009)
- 100 metri dorso: 54"13 (2009)
- 200 metri dorso: 1'56"91 (2009)
- 100 metri stile libero: 49"79 (2009)
- 200 metri stile libero: 1'47"38 (2009)
- 400 metri stile libero: 3'51"12 (2015)
- 200 metri misti: 2'00"10 (2009)
- 400 metri misti: 4'37"66 (2005)

## Campionati Italiani

### Campionati italiani giovanili
38 medaglie
- 23 ori
- 5 argenti
- 10 bronzi

### Campionati italiani assoluti
19 titoli individuali e 16 in staffette, così ripartiti:
- 2 titoli nei 50 m dorso
- 5 titoli nei 100 m dorso
- 9 titoli nei 200 m dorso
- 1 titolo nei 200 m stile libero
- 1 titolo nei 100 m misti
- 1 titolo nei 200 m misti
- 10 titoli nella staffetta 4×200 m stile libero
- 1 titolo nella staffetta 4×100 m stile libero
- 5 titoli nella staffetta 4×100 m mista

| Anno | Edizione    | dorso 50 m | dorso 100 m | dorso 200 m | st.libero 4×200 m | mista 4×100 m | st.libero 4×100 m | stile 200 m | misti 200 m | misti 100 m | stile 400 m | mista 4×50 m |
| ---- | ----------- | ---------- | ----------- | ----------- | ----------------- | ------------- | ----------------- | ----------- | ----------- | ----------- | ----------- | ------------ |
| 2006 | Estivi      | -          | 2           | 2           | -                 | -             | -                 | -           | -           | -           | -           | -            |
| 2006 | Invernali   | -          | 1           | -           | -                 | -             | -                 | -           | -           | -           | -           | -            |
| 2007 | Primaverili | -          | 2           | 3           | -                 | 1             | 2                 | -           | -           | -           | -           | -            |
| 2007 | Estivi      | -          | 3           | 1           | 1                 | 1             | -                 | -           | -           | -           | -           | -            |
| 2007 | Invernali   | -          | 3           | 1           | -                 | -             | -                 | -           | -           | -           | -           | -            |
| 2008 | Primaverili | 3          | 2           | 1           | -                 | -             | -                 | -           | -           | -           | -           | -            |
| 2008 | Estivi      | -          | -           | 2           | -                 | 2             | -                 | -           | -           | -           | -           | -            |
| 2008 | Invernali   | 2          | 1           | 1           | -                 | -             | -                 | -           | -           | -           | -           | -            |
| 2009 | Primaverili | 3          | 3           | 1           | 1                 | 1             | 2                 | -           | -           | -           | -           | -            |
| 2009 | Estivi      | -          | -           | 2           | 1                 | 1             | 1                 | -           | 2           | -           | -           | -            |
| 2009 | Invernali   | 2          | 1           | 1           | -                 | -             | -                 | -           | 1           | 1           | -           | -            |
| 2010 | Primaverili | -          | 2           | 1           | 1                 | 1             | 3                 | -           | -           | -           | -           | -            |
| 2010 | Estivi      | 1          | 1           | 1           | -                 | -             | -                 | -           | -           | -           | -           | -            |
| 2010 | Invernali   | 1          | 1           | 1           | -                 | -             | -                 | -           | -           | -           | -           | 2            |
| 2011 | Primaverili | -          | -           | 3           | 2                 | 3             | -                 | -           | -           | -           | -           | -            |
| 2011 | Invernali   | -          | -           | -           | -                 | -             | 3                 | -           | -           | -           | -           | -            |
| 2012 | Primaverili | -          | -           | -           | 1                 | 2             | -                 | -           | -           | -           | -           | -            |
| 2012 | Invernali   | -          | -           | -           | -                 | 2             | -                 | -           | -           | -           | -           | -            |
| 2013 | Primaverili | -          | 2           | 2           | 1                 | -             | -                 | 3           | -           | -           | -           | -            |
| 2013 | Invernali   | -          | -           | -           | -                 | -             | 3                 | -           | -           | -           | -           | -            |
| 2014 | Primaverili | -          | -           | -           | 1                 | -             | 3                 | -           | 2           | -           | -           | -            |
| 2014 | Estivi      | -          | -           | -           | -                 | -             | -                 | 1           | -           | -           | -           | -            |
| 2014 | Invernali   | -          | -           | -           | -                 | -             | -                 | 2           | -           | -           | -           | -            |
| 2015 | Primaverili | -          | -           | -           | 1                 | -             | 3                 | -           | -           | -           | 2           | -            |
| 2015 | Estivi      | -          | -           | -           | -                 | -             | -                 | 3           | -           | -           | -           | -            |
| 2016 | Primaverili | -          | -           | -           | 1                 | -             | -                 | -           | -           | -           | -           | -            |
| 2016 | Invernali   | -          | -           | -           | -                 | -             | 2                 | -           | -           | -           | -           | -            |
| 2017 | Primaverili | -          | -           | -           | 1                 | -             | -                 | -           | -           | -           | -           | -            |
| 2018 | Primaverili | -          | -           | -           | 3                 | -             | -                 | -           | -           | -           | -           | -            |